# Bob Pater
Bob Pater (né Robert Paternoster en 1932) est un dessinateur et cadreur belge.
Il a reçu le premier prix du Festival international de cartoonistes de Knokke-Heist en 1997.